# スヴィヤシュスク
スヴィヤシュスク（ロシア語: Свия́жск; タタール語: Зөя）は、ヴォルガ川とスヴィヤガ川の合流点に位置するロシアのタタールスタン共和国の地方を示す。1955年にトリアッティの下流にクイビシェフ貯水池が建設されて以来、「島」と呼ばれることもあるが、実際には土手道で本土とつながっている。
2017年、イコノスタシスに大規模なフレスコ画とイコンのある生神女就寝大聖堂を含む修道院の建物群はユネスコの世界遺産のリストに追加された。

## 概要
スヴィヤシュスクには、1551年にスヴィヤシュスク要塞が建設された。ウグリチで作られた部品をヴォルガ川を下って運び、4週間以内に建設された。1552年のカザン包囲戦の間、ロシア軍の軍事基地として使用される。
18世紀以来、スヴィヤシュスクは中心都市として機能し、1927年から1931年には、スヴィヤシュスク地区の行政の中心地として栄える。1932年に地方都市の地位に降格される。
スヴィヤシュスクには学校とクラブがあり、ウンザのマカリウスの名前に関連する修道院もある。
スヴィヤシュスク駅は島の西6キロメートル（3.7マイル）に位置し、土手道に沿って走る高速道路でスヴィヤシュスクとつながっている。スヴィヤシュスクに行く他の手段として、カザンの港からボートで行くことができる。夏には毎日午前8時30分に高速船が桟橋8に出航し、午前9時に低速船が出航する。チケットはカッサの近くでその場で購入ができる。

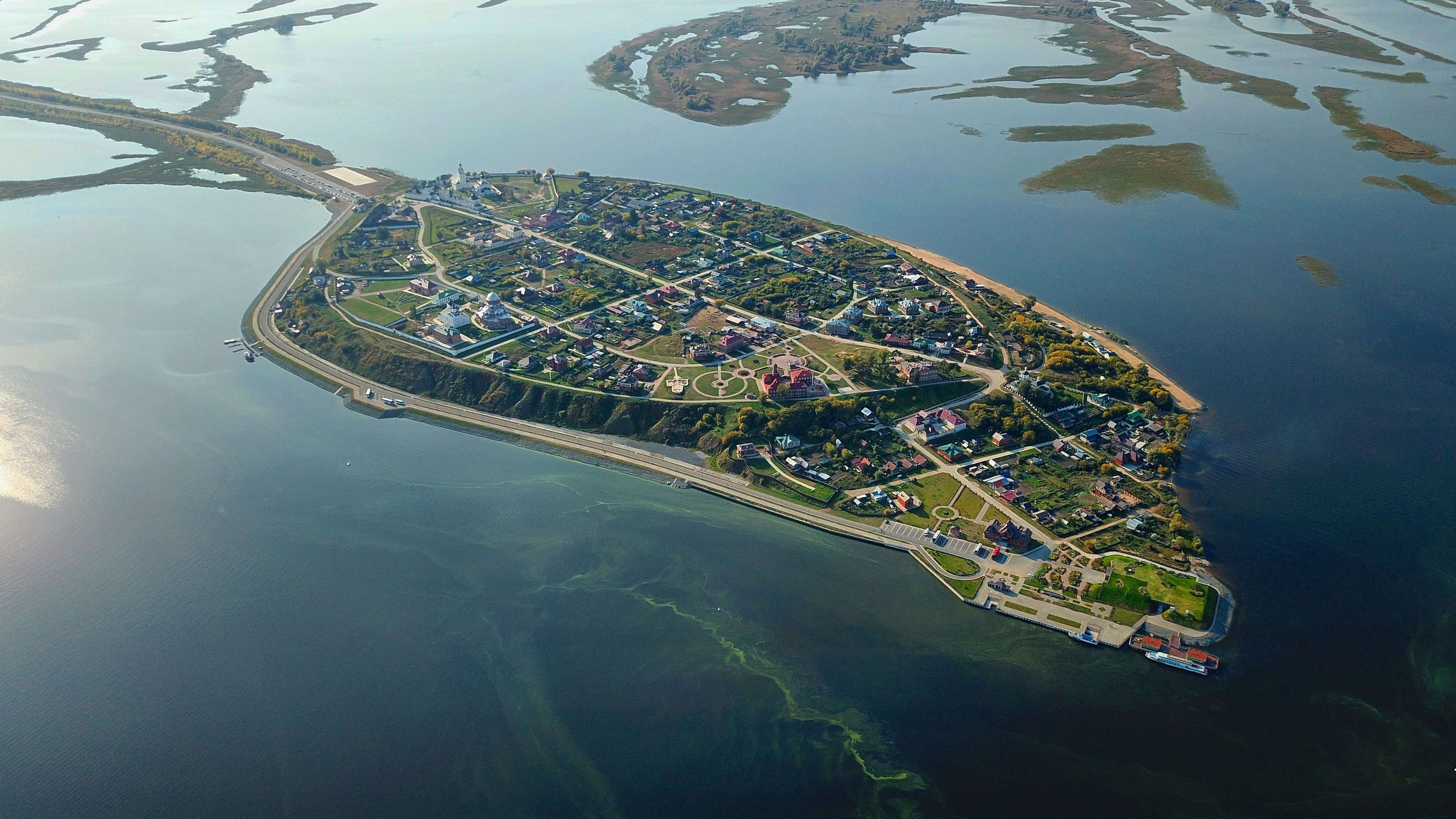
航空写真
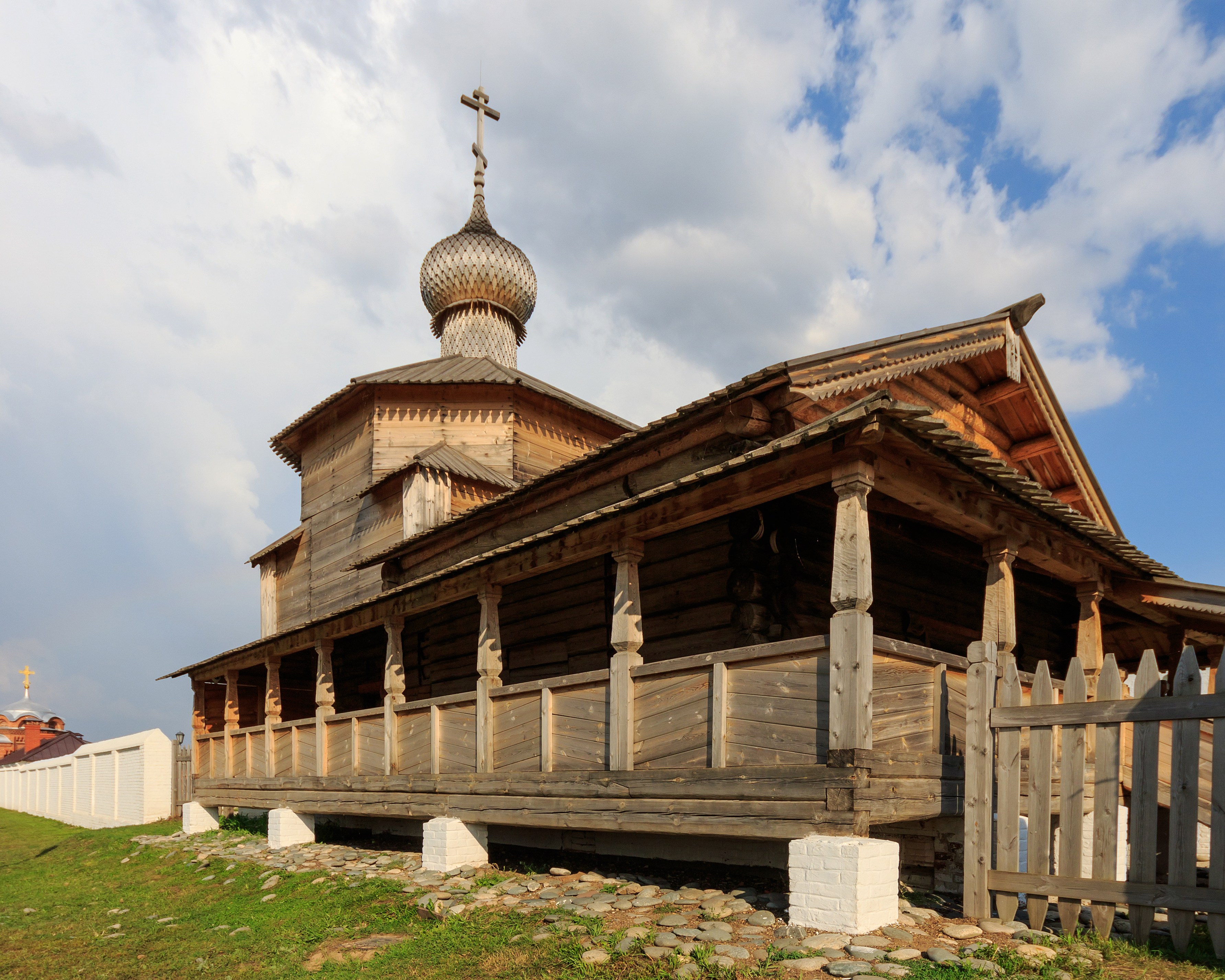
トリニティ教会
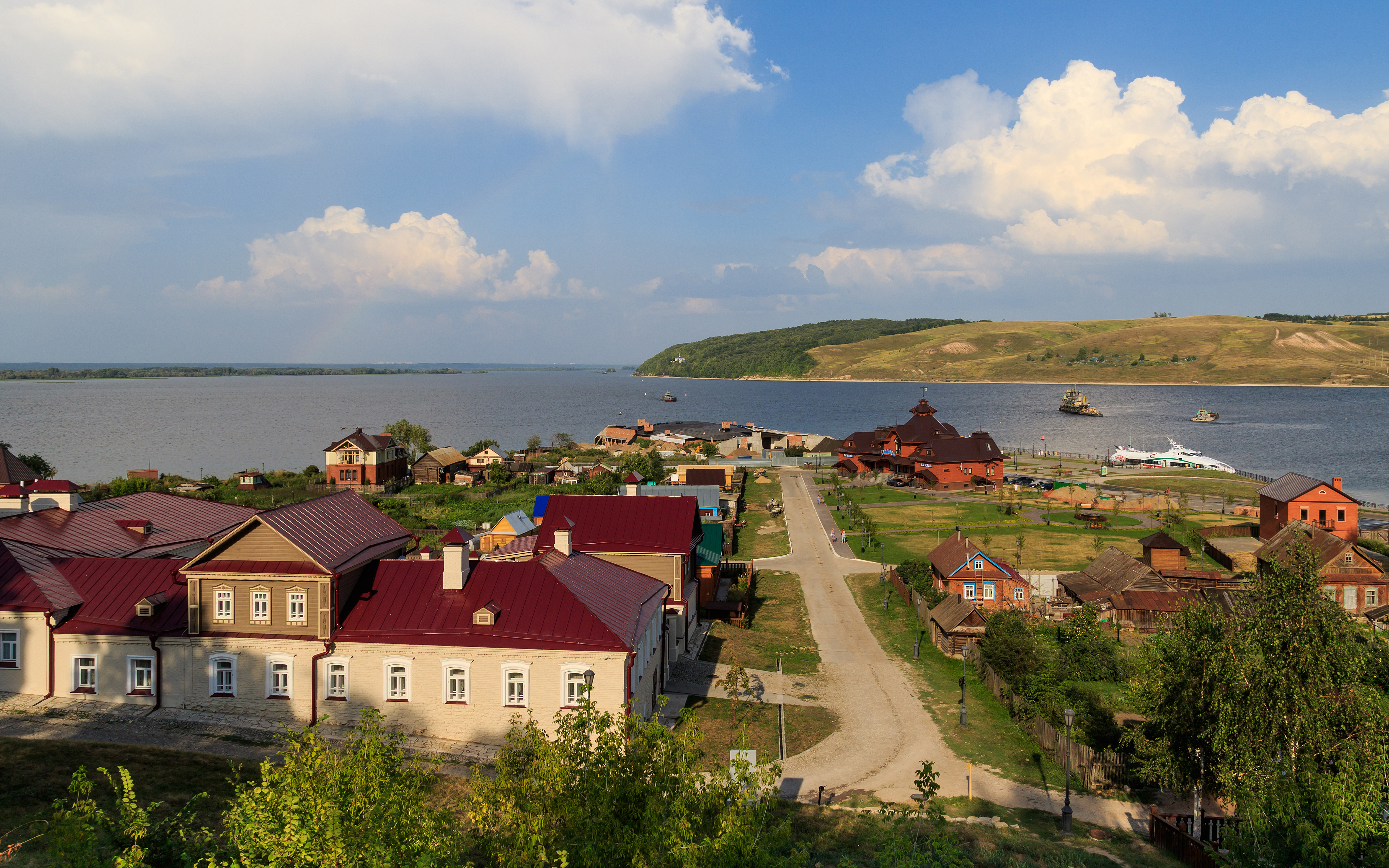
桟橋の向こうに見える景色
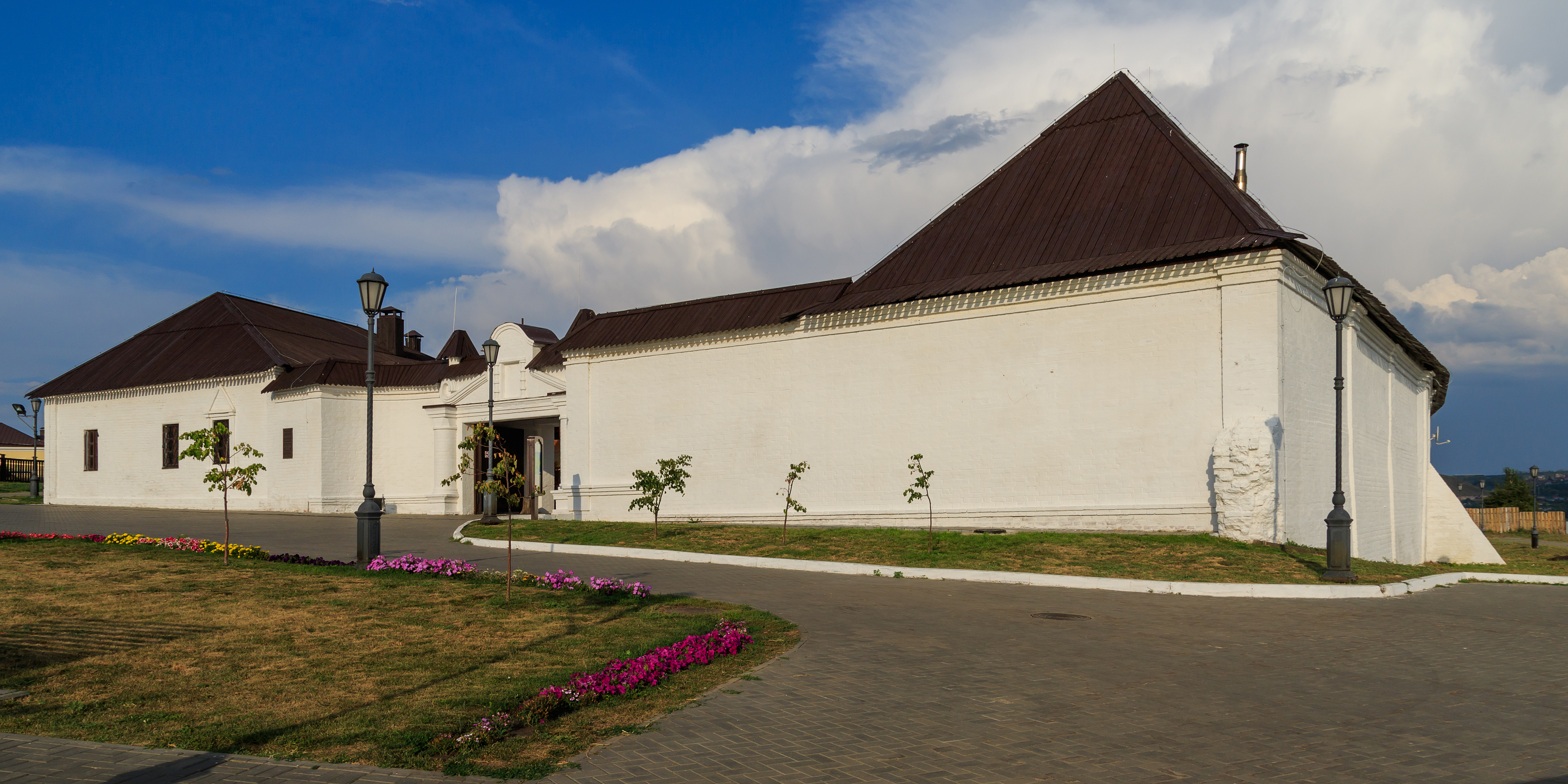
ウスペンスキー修道院の馬小屋
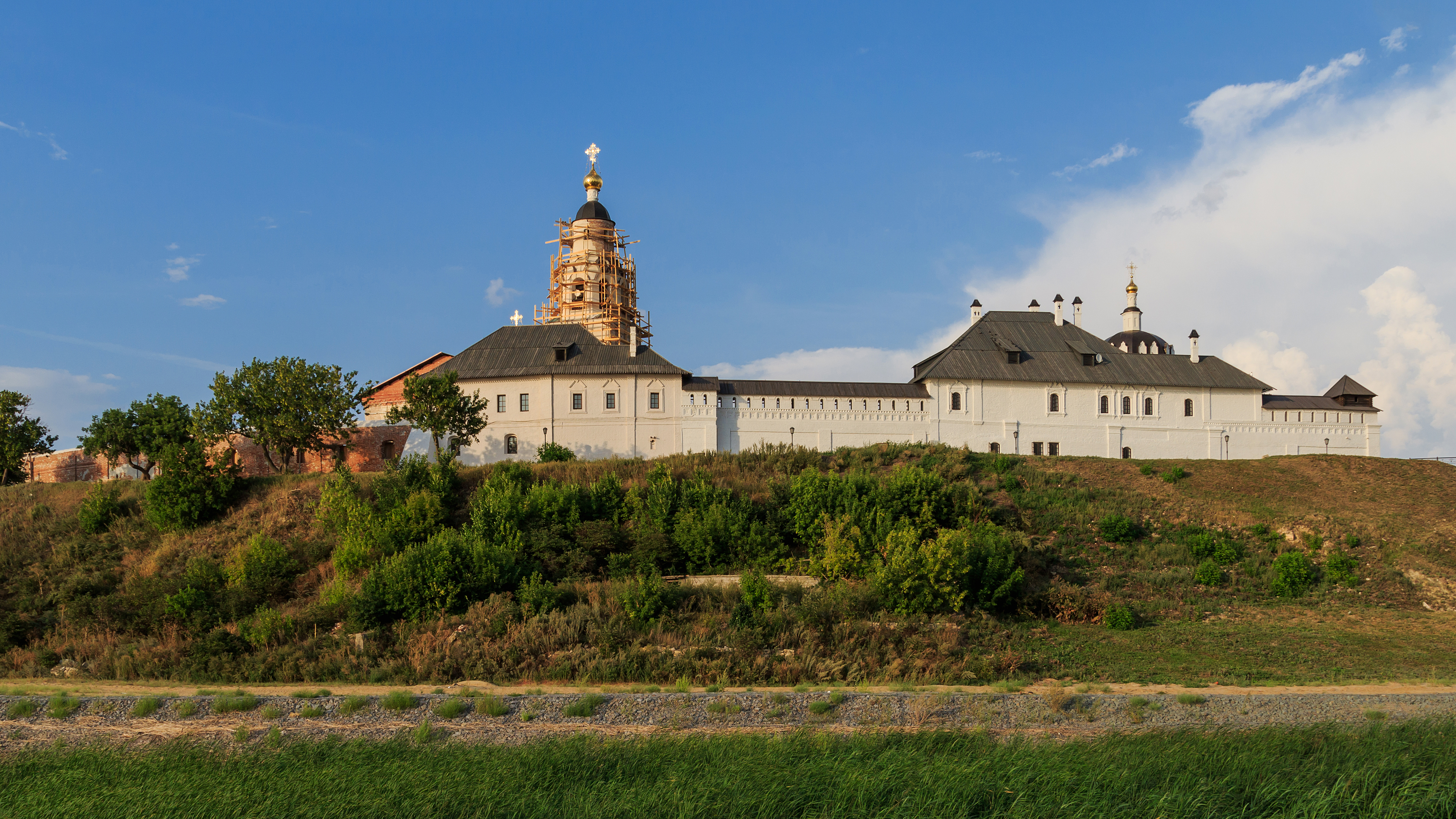
ウスペンスキー修道院の眺め

## 歴史的人口
- 1989年 - 747人（ロシア人：66％、タタール人：27％）[4]
- 2000年 - 258人

## 登録基準
この世界遺産は世界遺産登録基準のうち、以下の条件を満たし、登録された（以下の基準は世界遺産センター公表の登録基準からの翻訳、引用である）。
- (2) ある期間を通じてまたはある文化圏において、建築、技術、記念碑的芸術、都市計画、景観デザインの発展に関し、人類の価値の重要な交流を示すもの。
- (4) 人類の歴史上重要な時代を例証する建築様式、建築物群、技術の集積または景観の優れた例。